# Régi magyar kifejezések listája
A magyar nyelv számos szót, kifejezést, idiómát, szófordulatot tartalmaz, melyek ma kevéssé, vagy nem használatosak. Ezeket összefoglaló néven régi, vagy régies magyar kifejezéseknek nevezzük. Két fő csoportot különböztethetünk meg, eredet alapján. Az egyikbe az ősi magyar szavak, kifejezések tartoznak, melyek a közhasználatból kikoptak, érvényüket vesztették az évszázadok során, a másik csoportba pedig a nyelvújítás során meghonosítani javasolt kifejezések tartoznak, melyek végül nem kerültek be a mindennapi nyelvhasználatba.
A magyar szókészlet óriási nagysága (több mint 100 ezer szó) valamint a nyelv folytonosan változó volta miatt a régi és régies szavaink ismerete egy folyamatos, örökké befejezetlen intellektuális kihívás, melynek megismerése nyelvi gondolkodásra tanít és keresésre ösztönöz. A téma hatalmas volta miatt nem lehet teljes képet adni, csupán néhány példát, a teljesség igénye nélkül. A régi magyar kifejezések többek között régebben élt íróink, költőink művészetében érhetők tetten.

## Írók, költők

### Berzsenyi Dániel
Berzsenyi Dániel, író, költő és esztéta életművében számos, ma már ismeretlen vagy kevéssé ismert szó található. Berzsenyi, kemenesaljai lévén, a dunántúli tájszólás nagy képviselője és (Kazinczy Ferenccel szembeni) hirdetője volt. A dunántúli tájszólásra jellemző a szóvégi -ás -és helyett az -at -et végződés (fejlődés-fejlet, függőség-függezet, stb). A Kazinczy-féle nyelvújítás ellenfele volt, a régi, kiveszőben lévő vagy kiveszett szavak fölelevenítésének nagy pártolója.

#### Szavai, kifejezései
- alak = szép[4]
- alakszín = szép külső
- andal = álmodozás
- alakszép = csodaszép
- cikákol = hamisan játszik
- cím = cél
- csilleget = csenget
- egytelenség = az egység hiánya
- elfojlik = elfojtódik
- előemente = előmenetele
- elborító = elragadó
- észderű = az értelem fénye
- észláng = lángelme
- fejlet = fejlődés
- fenyíték = fegyelem
- föntebb fogású = haladottabb
- függezet = függőség
- fulákol = fuldoklik
- gebedezett = sántító, alacsony szellemiségű
- gőzkép = ábrándkép, káprázat
- gubó = tehetségtelen senki
- habatolni = hebegni
- idomos = arányos, szép alakú
- igazlott = bizonyított
- igenség = túlzás
- ildomos = illedelmes
- ízlet = ízlés
- iránylik = céloz
- kámpol = fecseg
- kamuti = alattomos, tettető, meghunyászkodó
- kavarc = összevissza beszéd
- kény = önkény, kedv
- kiismertet = kinyilvánít
- kijeleli magát = fel akar tűnni
- kobak = kulacs
- kocogtat = próbálkozik
- koholni = alkotni
- középlet = harmonikus összeegyeztetés, végletek összebékítése
- középít = szélsőségek között összebékítve szebbé tesz
- közletni = vegyíteni
- külkritika, kéregkritika = felszínes kritika
- lebdező = lebegő
- lebengősdi = fellengzős, dicsekvő
- legközönebb = legáltalánosabb, legegyetemesebb
- leglétegesb, leglételesebb = leglényegesebb
- létel, léteg = lényeg
- leglételibb = legfontosabb
- legtulajdonibb = legsajátabb, legeredetibb
- létszer = a dolgok lényeges, reánk ható tulajdonsága, lényeges alkotórésze
- népképzet = népművelés, népképzés
- népszerkezet = társadalmi szerkezet
- összeaklálni = összecsapni
- pipes = kényeskedő
- pórcsapodár = pénzimádó
- szájongás = szájalás
- szellemszín = belső szépség (az alakszín ellentéte)
- távuldad = hátulról
- tőrt lehelni = szerelmi varázst árasztani
- tőrt nevetni = kacérkodni
- tudalom = tudás
- utva-futva = hevenyészve, kutyafuttában
- virrogat = virrasztgat

## A nyelvújítás során javasolt, de meg nem honosodott szavak, kifejezések

### Kémia
- álany =	nikkel
- kénkovand =	pirit
- aljak =	bázisok
- éreny =	platina
- égvenyek =	alkáliák
- éleg =	oxid
- éleny =	oxigén
- élenyülés =	oxidáció (korrózió)
- kékeny =	kobalt
- tömecs =	molekula
- kemeny =	titán
- légeny / azót =	nitrogén
- halvany =	klór
- gyulany / köneny =	hidrogén
- légköneg =	ammónia
- légfelköneg-éleg =	ammónium-hidroxid
- jegec =	kristály
- lappangó meleg =	égéshő
- sárgany =	urán
- fösteny =	króm
- iblany=	jód

### Fizika
- heveny =	hőmennyiség
- villany-delejesség =	elektromágnesség
- erőműtan =	dinamika
- térime =	térfogat
- visszahatás =	reakció
- lát-tan =	optika
- vet-tan =	ballisztika
- fajmeleg =	fajhő
- sarkiasság =	polaritás
- sugártorlódás =	interferencia
- igenleges és nemleges =	pozitív és negatív
- végrész =	pólus

### Technika, csillagászat, élővilágtan, matematika
- fürkészet =	vizsgálat, kutatás
- észlelde, szemlélde =	obszervatórium
- légtünettan =	meteorológia
- vízerőszeti =	hidraulikus
- szellentyű =	szelep
- lebvény, lebkő =	meteor, meteorit
- bolygód =	kisbolygó, aszteroida
- gyűrűnyök =	gyűrűs férgek
- puhányok =	puhatestűek
- növényállat =	zoofita
- szivag =	tufa
- habarc =	(orvosi) polip
- háromszegvény =	háromszög
- túlmenő számok =	transzcendens számok